# Sangi Railway
Sangi Railway Co.,Ltd. (三岐鉄道株式会社, Sangi Tetsudō Kabushiki-gaisha) est une compagnie de transport de passagers qui exploite deux lignes ferroviaires dans la préfecture de Mie au Japon. La compagnie gère également un réseau de bus et a des activités dans le tourisme, la distribution et les services. Son siège social se trouve dans la ville de Yokkaichi.

## Histoire
La compagnie a été fondée le 20 septembre 1928 et exploite d'abord la ligne Sangi pour transporter du ciment. Elle commence les services voyageurs en 1952.
En 2003, la ligne Hokusei est transférée à Sangi Railway par la compagnie Kintetsu.
En mars 2024, 5 formations de Série 211-5000 appartenant auparavant à JR Central(JR Tokai) sont stationnées sur le faisceau de stockage de la gare JR de Tomida.
Il a été annoncé que ces formations (5 pour l'instant SS2,SS3,SS7,SS8,SS11) seront exploitées par la compagnie pour probablement remplacer des séries 801 (ex Seibu 701) qui datent de 1963,. Peu de modifications sont nécessaires, car le gabarit est standardisé au Japon, et la formation est originellement à 3 voitures (2M1T). Il semble que le remplacement d'une grande majorité de la flotte soit prévue, cela permettrait de simplifier les formations des employés et de limiter les stocks pour la maintenance. Une rame pourrait servir de banque de pièces. JR Central étant en train de remplacer ses séries 211, de nouveaux trains seront bientôt disponibles.

## Ligne

Carte du reseau

La compagnie exploite deux lignes.
| Ligne         | Nom japonais | Terminus                         | Longueur (km) | Gares |
| ------------- | ------------ | -------------------------------- | ------------- | ----- |
| Ligne Sangi   | 三岐線       | Kintetsu-Tomida - Nishi-Fujiwara | 26,5          | 15    |
| Ligne Hokusei | 北勢線       | Nishi-Kuwana - Ageki             | 20,4          | 13    |

## Matériel roulant

### Rames automotrices

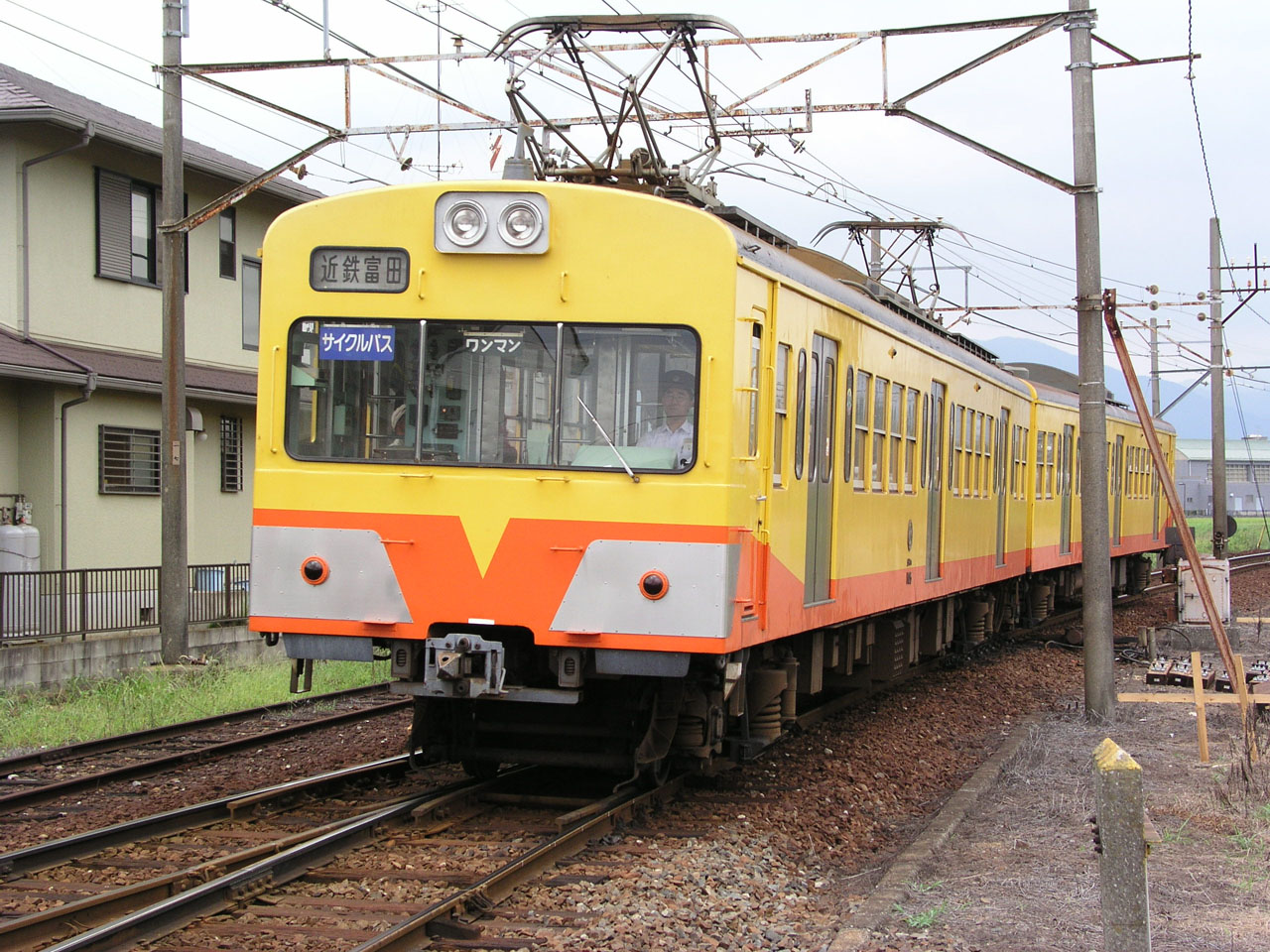
Série 101 (ex-Seibu 101)
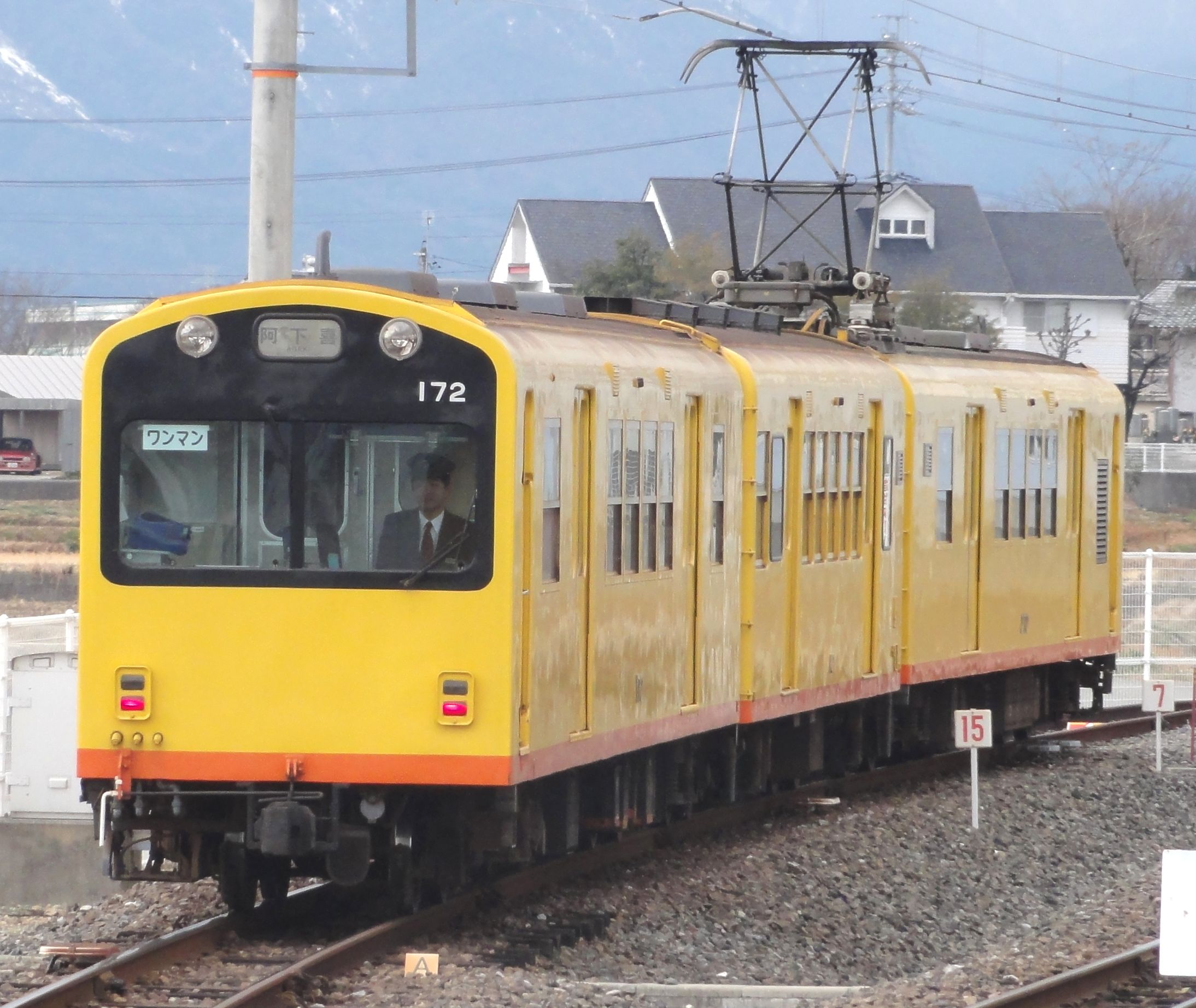
Série 270 (ex-Kintetsu 270)
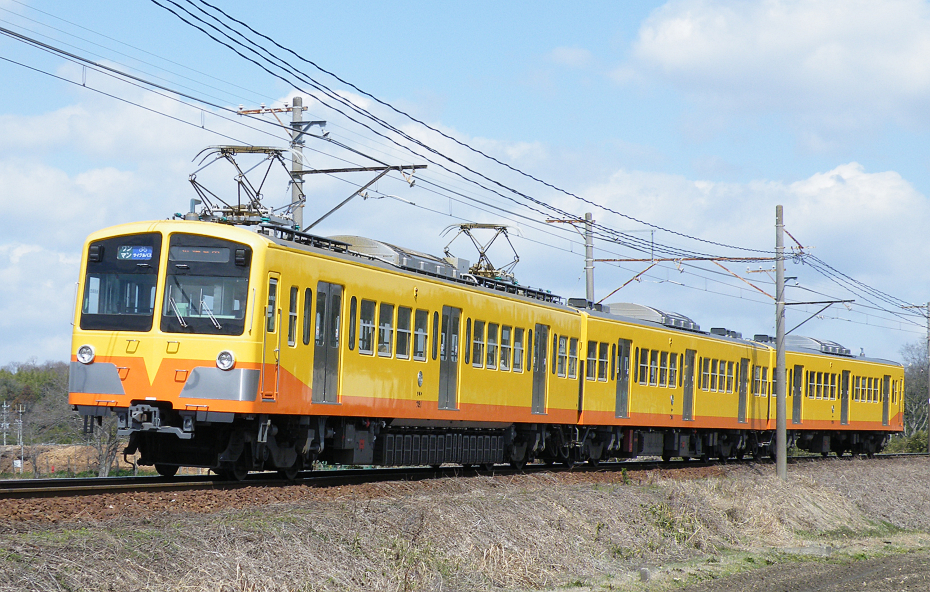
Série 751 (ex-Seibu 101)
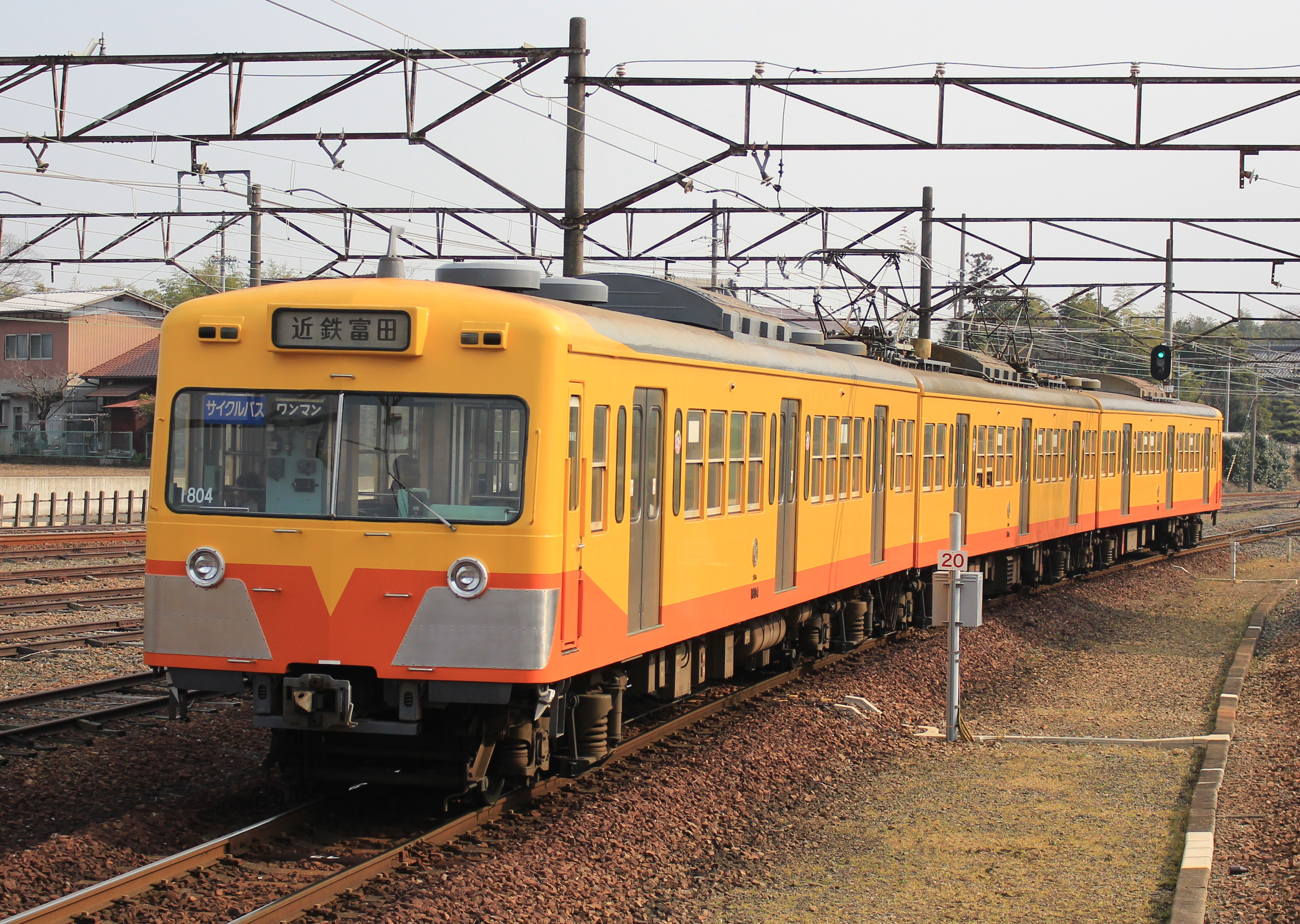
Série 801/851 (ex-Seibu 701)
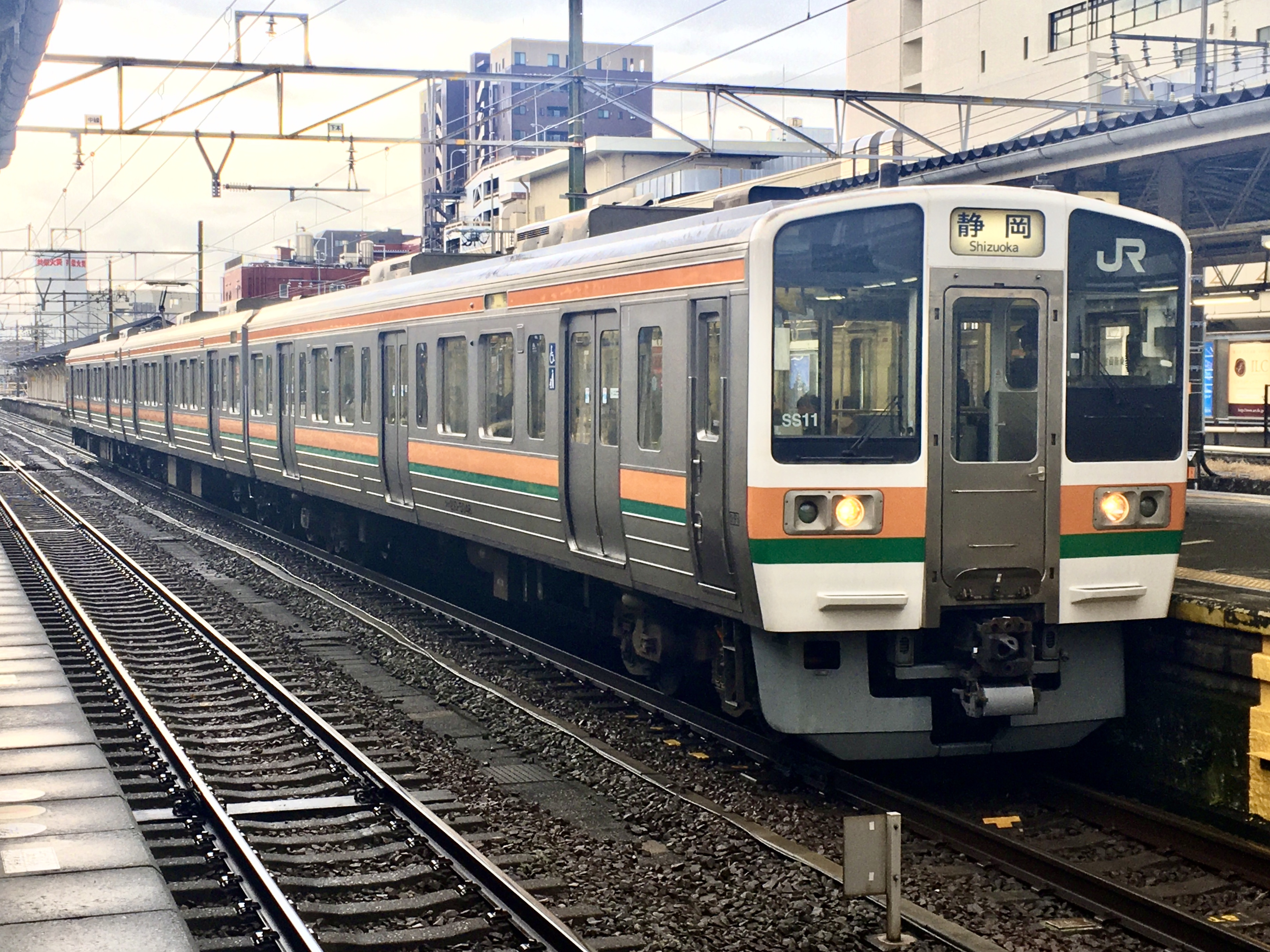
Série 211-5000 (2024)

### Locomotives

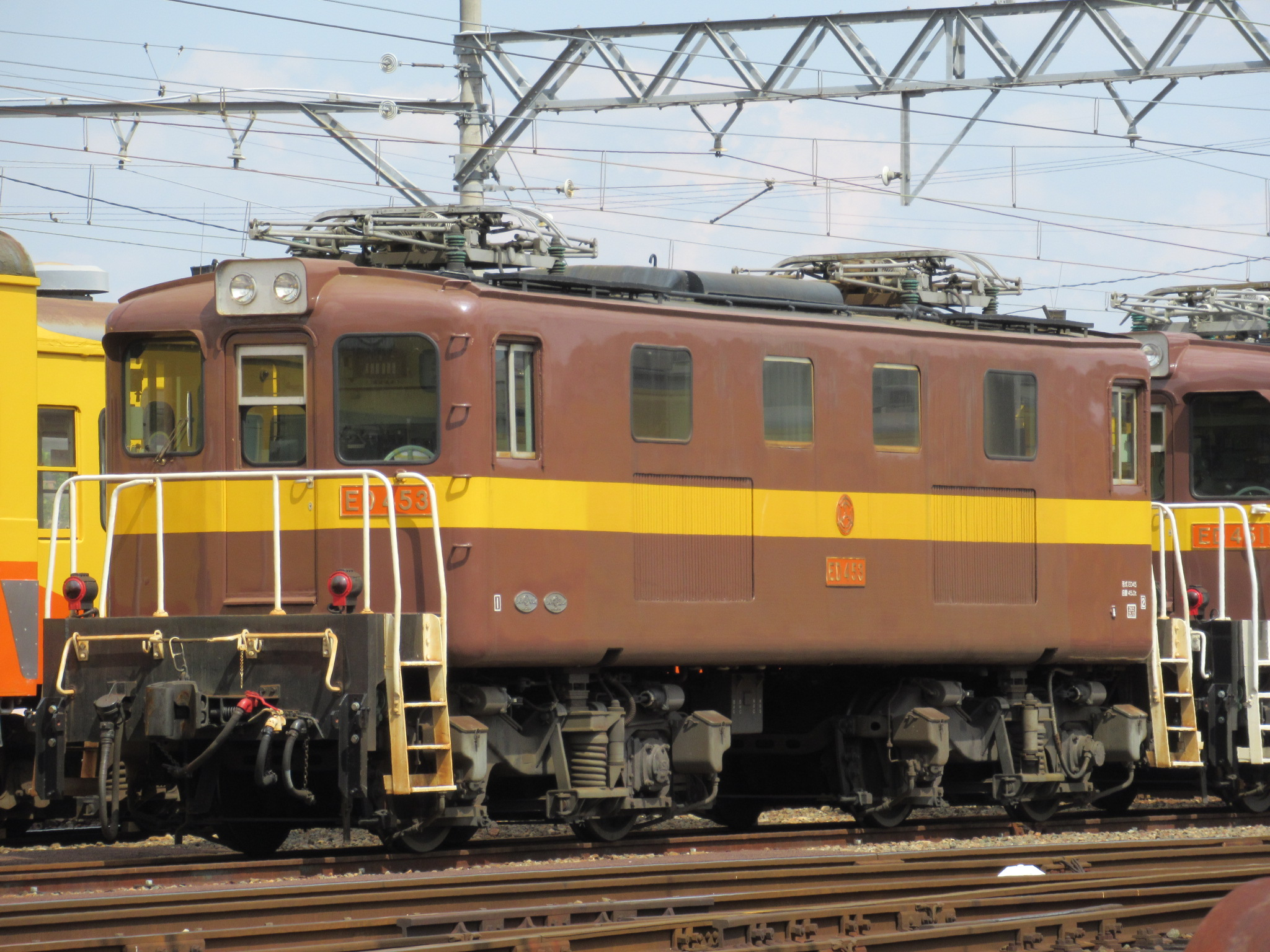
Classe ED45 (ex-Tōbu)
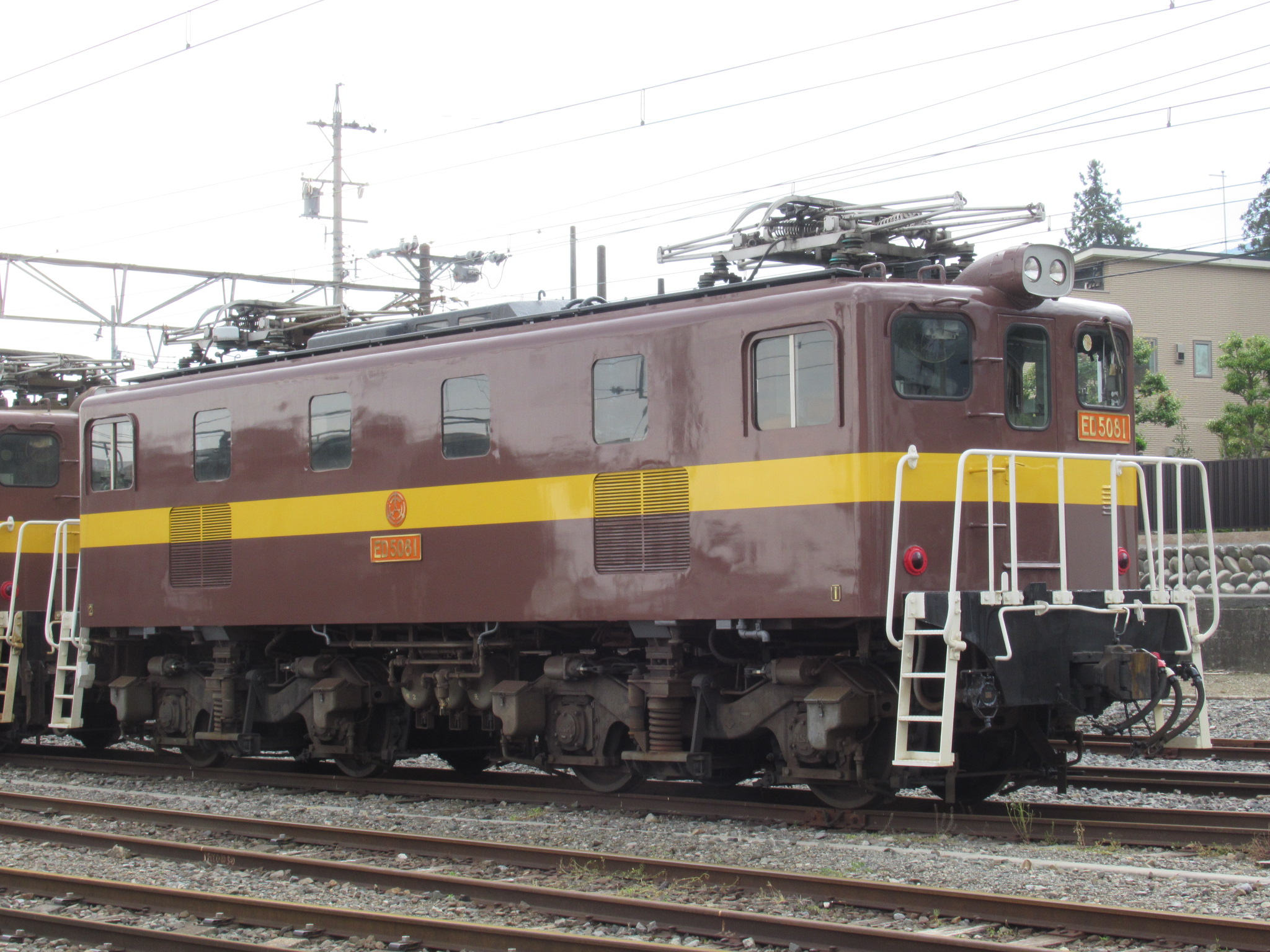
Classe ED5060 (ex-Tōbu)